# Суареш Мартинеш, Педру
Пе́дру Ма́риу Суа́реш Марти́неш (порт. Pedro Mário Soares Martínez; 21 ноября 1925, Лиссабон — 12 апреля 2021, Лиссабон) — португальский юрист и крайне правый политик, идеолог корпоративизма. Видный деятель Нового государства, министр в правительстве Антониу Салазара. После революции 1974 — один из руководителей подпольно-террористической Армии освобождения Португалии. Преподаватель права и политэкономии в нескольких португальских университетах. Был известен также как бизнесмен.

## Юрист и преподаватель
Родился в семье испанского происхождения. Его отец Педру Николаш Мартинеш был актуарием и директором страховой компании. В 1947 Педру Соареш Мартинеш окончил юридический факультет Лиссабонского университета. До 1949 служил в пехотном полку. После армии занимал должность в Министерстве иностранных дел, специализировался на связях с НАТО.
В 1950 Педро Соареш Мартинеш был принят в Португальской коллегию адвокатов и поступил на преподавательскую работу в Лиссабонский университет. Преподавал корпоративное, финансовое, налоговое и международное право, а также политэкономию на юридическом факультете. В 1953 получил учёную степень доктора политических и экономических наук. С 1958 — профессор юридического факультета, в 1958—1967 — секретарь, в 1971—1974 — директор (декан) факультета. Автор методических пособий по корпоративному праву и по политэкономии. Соареш Мартинеш работал также юрисконсультом частных финансовых компаний, в том числе американских, состоял в нескольких наблюдательных советах.

## Идеолог корпоративизма
Педру Соареш Мартинеш всегда придерживался крайне правых интегралистских взглядов, был убеждённым и активным сторонником Антониу Салазара. Основой его политической философии является корпоративизм. Занимал значимые посты в структурах Нового государства. В 1948—1956 он состоял в дипломатическом совете МИД, в 1960—1968 был адвокатом Корпоративной палаты. В 1962—1963 — министр здравоохранения и социального обеспечения в кабинете Салазара.
В правящем блоке салазаризма Педру Соареш Мартинеш был выразителем жёсткой линии, близкой к правому радикализму. Он упорно отстаивал корпоративные принципы в противоборстве с «либеральными» салазаристами типа Марселу Каэтану. Настороженно относился к рыночным концепциям и международным связям. Беседуя в 1991 с советско-российским португалистом Рашидом Каплановым, Соареш Мартинеш высказывался в том плане, что от корпоративной программы пришлось отказаться под давлением «международных экономических интересов и держав-победительниц» после Второй мировой войны. По его мнению, ещё в 1930-е годы «либералы и масоны» влияли на правительство Салазара и препятствовали последовательному корпоративистскому курсу

## В политической борьбе
25 апреля 1974 Революция гвоздик свергла режим «Нового государства». Педру Соареш Мартинеш — убеждённый антимарксист, непримиримый антикоммунист, националист и лузотропикалист, сторонник колониальной империи — крайне враждебно отнёсся к левым властям и порядкам.
В начале 1975 Педру Соареш Мартинеш принял участие в создании ультраправой Армии освобождения Португалии (ЭЛП). Он стал одним из руководителей ЭЛП, близким соратником Барбьери Кардозу. Соареш Мартинеш не имел прямого отношения к подпольной террористической деятельности, не участвовал в силовых столкновениях Жаркого лета, но являлся ведущим идеологом ЭЛП.
Под влиянием Педру Соареша Мартинеша формулировались доктринальные установки организации, основанные на бескомпромиссном антикоммунизме, корпоративизме и лузитанском интегрализме — в духе Третьего пути и «революции справа». Кроме того, Соареш Мартинеш выступал как формальный владелец объектов недвижимости в Испании («между Саламанкой и Вальядолидом»), где располагались зарубежные базы ЭЛП. Публиковал статьи антикоммунистического характера в португальской и бразильской печати. Педру Соареш Мартинеш причисляется к лидерам португальского правого радикализма 1970-х годов.

## Учёный-академик
С 1976 политическая обстановка в Португалии постепенно стабилизировалась. Педру Соареш Мартинеш вернулся к научной и преподавательской работе. Курирует преподавание политэкономии в Лиссабонском университете. С 1980 — член Лиссабонской академии наук, с 1983 — Португальской исторической академии. Выступал с лекциями по юриспруденции и политэкономии в Университете Порту и Португальском католическом университете.
Педру Соареш Мартинеш являлся членом-корреспондентом Бразильского института истории и географии, испанской Королевской академии истории, Национальной академии истории Венесуэлы.

## Частная жизнь и кончина
С 1947 года Педру Соареш Мартинеш был женат, имел двух дочерей и сына. Его жена известна как участница католических церковных мероприятий. Соареш Мартинеш увлекался коллекционированием произведений искусства, охотой и рыбалкой. В молодости занимался верховой ездой и стрельбой.
Скончался Педру Соареш Мартнеш в возрасте 95 лет. Официальное сообщение передало инормационное агентство Lusa со ссылкой на источник с юридического факультета Лиссабонского университета.